# Qikiqtaryuaq (östra Queen Maud Gulf)
För andra betydelser, se Qikiqtarjuaq (olika betydelser).
Qikiqtaryuaq , tidigare benämnd Jenny Lind Island, är en ö i Kanada.   Den ligger i viken Queen Maud Gulf i territoriet Nunavut, i den nordöstra delen av landet, 3 000 km nordväst om huvudstaden Ottawa. Arean är 420 kvadratkilometer.
Terrängen på Qikiqtaryuaq  är platt. Öns högsta punkt är 62 meter över havet. Den sträcker sig 28,9 kilometer i nord-sydlig riktning, och 25,9 kilometer i öst-västlig riktning.
Trakten runt Qikiqtaryuaq  består i huvudsak av gräsmarker. Trakten runt Qikiqtaryuaq  är nära nog obefolkad, med mindre än två invånare per kvadratkilometer.